# FK Bohemians Prag
Der FK Bohemians Prag war ein tschechischer Fußballverein aus dem Prager Stadtteil Prosek. Bis Sommer 2005 trat er unter dem Namen FC Střížkov Praha 9 an. Nachdem gegen den FC Bohemians Prag ein Konkursverfahren eingeleitet worden war, erwarb der FC Střížkov Praha 9 Namens- und Logorechte vom Gesamtverein TJ Bohemians Prag und benannte sich um.

## Vereinsgeschichte
Der Verein entstand 1996 aus einer Fusion von TJ Kompresory und FC Střížkov. TJ Kompresory wurde 1905 als Tatra Prosek gegründet. Der FC Střížkov entstand 1931 unter der Bezeichnung FC Star Praha 8. Bei TJ ČKD Kompresory begann der tschechische Nationalspieler Tomáš Rosický seine Karriere.
ČKD Kompresory stieg 1982/83 in die Divize, die vierthöchste tschechische Spielklasse auf. In der Saison 1990/91 stieg die Mannschaft ab, aber umgehend wieder auf. Der nächste Abstieg folgte 1994/95.
Der FC Střížkov stieg 1993/94 in den Pražský přebor, die fünfklassige Prager Stadtliga auf.

### Fusion von TJ Kompresory und FC Střížkov
In der Saison 1995/96 gewann die Mannschaft, die in dieser Saison auf den künftigen Fusionspartner Kompresory traf, die Meisterschaft und stieg in die Divize auf.
In der Spielzeit 1998/99 reichte Střížkov ein zweiter Platz zum Aufstieg in die Česká fotbalová liga, die dritthöchste Spielklasse im tschechischen Fußball, weil die B-Mannschaft von Dukla Příbram trotz Klassenerhalts auf die Teilnahme verzichtete. Střížkov spielte in der 3. Liga Jahr für Jahr in der Spitzengruppe. In der Saison 2000/01 wurde die Mannschaft Vizemeister, 2001/02 und 2002/03 jeweils Fünfter.

### Umbenennung in Bohemians
Im Zuge des Konkursverfahrens gegen den FC Bohemians Prag Anfang 2005 verlieh der Gesamtverein TJ Bohemians Praha, aus dem sich der FC Bohemians Anfang der 1990er-Jahre selbstständig gemacht hatte, die Bezeichnung Bohemians sowie das Wappen mit dem Känguru, beides befand sich in dessen Besitz, an den damaligen Drittligisten FC Střížkov, der sich den Namen Bohemians Praha bei der zuständigen Behörde eintragen ließ.
Zum Saisonstart schwelte der Konflikt um den Vereinsnamen FC Bohemians Praha wieder auf. Der tschechische Fußballverband machte deutlich, dass er nur einen Verein namens Bohemians in seinen Ligen akzeptieren würde, und zwar jenen, der die Tradition der Vorgänger weiterführen würde. In den Augen der Verbandsfunktionäre war dies Eindeutig der AFK Vršovice a.s., der etwa einen Monat vor Saisonstart seinen Namen auf Bohemians 1905 a.s. geändert hatte. Da sich der FC Střížkov Praha 9 weigerte, seine Umbenennung auf FC Bohemians Praha rückgängig zu machen, wurde der Klub kurzerhand vom Spielbetrieb ausgeschlossen. Als der Präsident des FC Střížkov Praha 9, Karel Kapr, mit einer Berufung beim Verband keinen Erfolg hatte, klagte er bei einem Zivilgericht. Das ordnete per einstweiliger Verfügung die Wiedereingliederung von Bohemians Prag (vormals FC Střížkov Praha 9) in den laufenden Spielbetrieb ein.
Bohemians Prag gewann in der Saison 2006/07 die Westgruppe der 3. Liga, die so genannte ČFL und stieg in die professionelle 2. Liga auf. Die Profimannschaft trug in dieser Saison ihre Heimspiele im Stadion Na Chvalech des SC Xaverov im Stadtteil Horní Počernice aus.

### Aufstieg in die 1. Liga
In der Saison 2007/08 gewann Bohemians die 2. Liga und stieg somit in die Gambrinus Liga auf. In der Spielzeit 2008/09 trug die Profimannschaft ihre Heimspiele im Stadion Viktoria des FK Viktoria Žižkov im Stadtteil Žižkov aus, in der Saison 2009/10 war die Heimspielstätte das Stadion Evžena Rošického. In der Spielzeit 2008/09 belegte der Verein in der Gambrinus Liga den 13. Tabellenplatz und schaffte somit den Klassenerhalt.

### Strafversetzung in die ČFL
Am Saisonende wurde der Verein für die kommende Saison 2009/10 mit einem Punktabzug von 20 Punkten und einer hohen Geldstrafe belegt, da er sich geweigert hatte, gegen den Rivalen um die Namensrechte am Traditionsnamen „Bohemians“, Bohemians 1905 Prag, anzutreten. Nachdem der Verein die Zahlung der Geldstrafe verweigerte, wurde die Mannschaft in die Česká fotbalová liga, die dritthöchste Spielklasse im tschechischen Fußball, strafversetzt. Dort gelang dem Verein in der Saison 2010/11 die Meisterschaft und damit der Wiederaufstieg in die 2. Liga.
Der FC Střížkov Praha 9 verlor im November 2011 in der letzten Instanz die gerichtliche Auseinandersetzung um die Namensrechte. Dem FC Střížkov Praha 9 ist seitdem die Führung des Namens „Bohemians“ in den Wettbewerben des tschechischen Verbandes untersagt. Der Klub hat dieses Urteil allerdings angefochten und ignoriert das Verbot. In der Saison 2013/14 stieg die Mannschaft in die ČFL ab.

## Erfolge
- Aufstieg in die Gambrinus Liga 2007/08

## Vereinsnamen
- 1996 FC DROPA ČKD Kompresory
- 1996 FC Střížkov Praha 9
- 2005 Bohemians Praha

### TJ Kompresory
- 1905 Tatra Prosek
- 196? TJ ČKD Kompresory
- 199? TJ Kompresory
- 1996 Fusion mit FC DROPA Střížkov zum FC Střížkov Praha 9

### FC DROPA Střížkov
- SK Střížkov Praha
- Sokol Střížkov
- SK Střížkov Praha VIII
- TJ Střížkov
- FC Střížkov
- FC DROPA Střížkov
- 1996 Fusion mit TJ Kompresory zum FC Střížkov Praha 9